# Cournot-konkurrence
Cournot-konkurrence er en økonomisk teori brugt i økonomisk konkurrence opkaldt efter Antoine Augustin Cournot, som beskriver når virksomhederne konkurrerer på den producerede mængde. I modsætning til et marked med fuldkommen konkurrence antages det at der er et begrænset antal virksomheder som agerer strategisk overfor hinanden. Hvert firma vælger hvor meget den vil producere givet dens forventninger til hvad de andre vil producere af den samme vare. Alle virksomheder vælger mængde på samme tid så ingen kan vente og se hvor meget de andre rent faktisk producerer.
Implikationen af Cournot-konkurrence er at prisen vil være lavere end hvis der var et monopol men højere end hvis der var fuldkommen konkurrence. Prisen falder jo flere virksomheder der konkurrerer mod hinanden.
Cournot-konkurrence opfattes ofte fejlagtigt som studiet af konkurrence i et duopol det vil sige hvor der kun er to virksomheder. Et duopol er dog den nemmeste måde at forstå modellen på og er derfor ofte den måde de fleste lærer modellen til at starte med.
Der findes yderligere to hovedmodeller i analysen af duopoler.
- Stackelberg-konkurrence
- Bertrand-konkurrence

| Økonomi | Spire Denne artikel om økonomi er en spire som bør udbygges. Du er velkommen til at hjælpe Wikipedia ved at udvide den. |